# 洛利夫
洛利夫（法語：Lolif，法語發音：[lɔlif]）是法国芒什省的一个市镇，属于阿夫朗什区。

## 地理
洛利夫（48°44'2"N, 1°23'35"W）面积12.5 平方千米，位于法国诺曼底大区芒什省，该省份为法国西北部沿海省份，西、北、东北三面环大西洋，东起顺时针与卡爾瓦多斯省、奧恩省、马耶讷省和伊勒-维莱讷省接壤。
与洛利夫接壤的市镇（或旧市镇、城区）包括：马尔塞莱格雷沃、圣让德拉艾兹、叙布利尼、勒格里蓬、萨尔蒂伊拜博卡日。

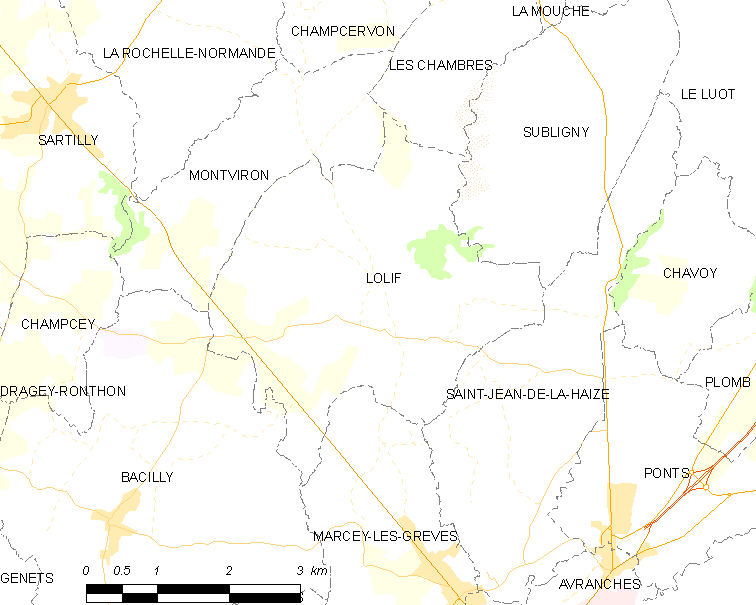
洛利夫的OSM定位图

洛利夫的时区为UTC+01:00、UTC+02:00（夏令时）。

## 行政
洛利夫的邮政编码为50530，INSEE市镇编码为50276。

## 政治
洛利夫所属的省级选区为阿夫朗什县。

## 人口

1962-2008年间洛利夫人口变化图示

洛利夫于2022年1月1日时的人口数量为608人。